# Jean Lahougue
Jean Lahougue, né le 27 novembre 1945 à Paris, est un écrivain français.

## Biographie
Il enseigne dans la Mayenne depuis 1979. En 1980, il refuse pour son livre Comptine des Height le prix Médicis.

## Ouvrages
- Argos et Athanor, Gallimard, 1973
- La Visite du château et autres romans, Gallimard, 1975
- La Polonaise, Gallimard, 1976
- Non-lieu dans un paysage, Gallimard, 1977.
- Comptine des Height, NRF, Gallimard, 1980. Il reprenait à son compte le schéma directeur des Dix petits nègres d’Agatha Christie.
- La Doublure de Magrite, Les Impressions Nouvelles, collection Traverses, 1987. Roman construit sur un système de contraintes génératives dont l’une le conduisit à pasticher la série des Maigret. Georges Simenon s’étant catégoriquement opposé à la publication du livre, Jean Lahougue dut rebaptiser son protagoniste et partiellement modifier son ouvrage.
- La ressemblance et autres abus de langage, Les Impressions nouvelles, 1989
- Écriverons et liserons en vingt lettres, éditions Champ Vallon, 1998 (avec la coll. de Jean-Marie Laclavetine). En hommage à Raymond Queneau, Jean Marie Laclavetine, lecteur chez Gallimard  et Jean Lahougue, oulipien ont intitulé leur échange épistolaire Écriverons et liserons sous-entendant par là une nouvelle forme : "C'est en lisant qu'on devient liseron".
- Le Domaine d'Ana, éditions Champ Vallon, 1998. Roman-cryptogramme inspiré de Jules Verne, avec de multiples contraintes et cryptogrammes inspirés de l'Oulipo.
- La ressemblance suivi de La feintise de Jeff Edmunds, Les Impressions Nouvelles, collection Traverses. 2003
- Lettre au maire de mon village, éditions Champ Vallon, collection L'esprit libre, 2004. L’auteur décrit comment son village mayennais de Montourtier a peu à peu perdu son identité du fait de la construction anarchique de lotissements en béton, plus symboliques de l’image d’une chaîne de constructeurs que des matériaux régionaux. Il dénonce une urbanisation sous le signe du laisser-faire et qui aboutit à faire de quelque part, n’importe où.